# یوری باچوروف
یوری باچوروف (روسی: Юрий Кузьмич Бачуров؛ ۱۴ اکتبر ۱۹۳۳ – ) قایقران روئینگ اهل روسیه بود.
وی در مسابقات کشوری و بین‌المللی در مجموع برندهٔ ۱ مدال برنز شده‌است.